# Gręzówka-Kolonia
Gręzówka-Kolonia – dawna miejscowość położona w Polsce, w województwie lubelskim, w powiecie łukowskim, w gminie Łuków. Pod względem fizycznogeograficznym miejscowość leży w strefie sandru na północno-zachodnim skraju Równiny Łukowskiej, w dorzeczu Krzny Północnej, w pobliżu Lasów Łukowskich.
1 stycznia 2024 nazwa miejscowości została zniesiona. Dotychczasowe Gręzówka-Kolonia i Nowa Gręzówka zostały włączone do miejscowości Gręzówka.
Przy ulicy Przemysłowej w Gręzówce-Kolonii lokalizuje się nowe zakłady produkcyjne.
Miejscowość miała status kolonii. Wchodziła w skład sołectwa Gręzówka.
Według Narodowego Spisu Powszechnego z roku 2011 wieś liczyła 429 mieszkańców.
W latach 1975–1998 miejscowość administracyjnie należała do województwa siedleckiego.
W Gręzówce-Kolonii znajduje się kościół parafialny pw. Matki Boskiej Częstochowskiej. Terytorium parafii obejmuje wsie sołectwa: Gręzówkę, Nową Gręzówkę i Gręzówkę-Kolonię, a także Klimki i część Ławek (Kazimierzów).